# Teorija Galoa
U matematici, teorija Galoa pruža vezu između teorije polja i teorije grupa. Korištenjem teorije Galoa, izvesni problemi u teoriji polja mogu se svesti na teoriju grupa, što je na neki način jednostavnije i lakše razumljivo. Ona je korišćena za rešavanje klasičnih problema, uključujući napor kojim je pokazano da se dva antička problema ne mogu rešiti na način na koji su navedeni (udvostručenje kocke i trisektiranje ugla; treći antički problem, kvadratura kruga, takođe je nerešiv, ali je to pokazano drugim metodima); pokazano je da ne postoji kvintna formula; i pokazano je koji se poligoni mogu konstruisati.
Teorija je nazvana po Evaristu Galoa, koji ju je uveo radi proučavanja korena polinoma i karakterizacije polinomskih jednačina koje su rešive radikalima u smislu svojstava permutacijske grupe njihovih korena - jednačina je rešiva radikalima ako se njeni koreni mogu izraziti formulom koja uključuje samo cele brojeve, n-te korene i četiri osnovne aritmetičke operacije.
Ovu teoriju su popularizovali mnogi matematičari i dalje su je razvili Ričard Dedekind, Leopold Kroneker, Emil Artin i drugi koji su permutacijsku grupu korena tumačili kao grupu automorfizma ekstenzije polja.
Teorija Galoa je bila generalizovana do Galoaovih veza i teorije Grotendika Galoa.

## Primene na klasične probleme
Nastanak i razvoj teorije Galoa bio je uzrokovan sledećim pitanjem, koje je bilo jedno od glavnih otvorenih matematičkih pitanja do početka 19. veka:
Da li postoji formula za korene polinomske jednačine petog (ili višeg) stepena u smislu koeficijenata polinoma, koristeći samo uobičajene algebarske operacije (sabiranje, oduzimanje, množenje, deljenje) i primenu radikala (kvadratne korene, kubne korene, etc)?
Abel-Rafinijeva teorema pruža suprotni primer kojim se dokazuje da postoje polinomske jednačine za koje takva formula ne može da postoji. Teorija Galoa daje znatno kompletniji odgovor na ovo pitanje, objašnjavajući zašto je moguće da se reše neke jednačine, uključujući sve one sa stepenom četiri ili manje, u gornjem maniru, i zašto to nije moguće za većinu jednačina stepena pet ili više. Dalje, ona daje konceptualno jasan i lak za transformisanje u algoritam, način da se utvrdi kada se data jednačina višeg stepena može rešiti na taj način.
Teorija Galoa daje jasan uvid u pitanja koja se tiču problema pri konstrukciji lenjirom i šestarom. Ona daje elegantnu karakterizaciju odnosa dužina koji se mogu konstruirati ovom metodom. Koristeći to, postaje relativno lako odgovoriti na klasične probleme geometrije kao su
- Koji se regularni poligoni mogu konstruisati?[1]
- Zašto nije moguće trisektirati svaki ugao pomoću lenjira i šestara?[1]
- Zašto udvostručavanje kocke nije moguće istom metodom?

## Istorija

### Rana istorija
Teorija Galoa je nastala pri proučavanju simetričnih funkcija – koeficijenti moničkog polinoma su (do predznaka) elementarni simetrični polinomi u korenima. Na primer, (x – a)(x – b) = x2 – (a + b)x + ab, gde su 1, a + b i ab elementarni polinomi stepena 0, 1 i 2 u dve promenljive.
Ovo je prvi formalizovao francuski matematičar Fransoa Vijet iz 16. veka, u Vijetovim formulama, za slučaj pozitivnih realnih korena. Po mišljenju britanskog matematičara iz 18. veka Čarlsa Hatona, izraz koeficijenata polinoma u smislu korena (ne samo za pozitivne korene) prvi je razumeo francuski matematičar iz 17. veka Albert Žiro; Haton piše:
...[Giro je bila] prva osoba koja je razumela opštu doktrinu formiranja koeficijenata stepena iz zbira korena i njihovih proizvoda. On je bio prvi koji je otkrio pravila za sabiranje stepena korena bilo koje jednačine.

### Spisi
Godine 1830, Galo (sa 18 godina) je podneo Pariskoj akademiji nauka memoare o svojoj teoriji rešivosti pomoću radikala; njegov rad je ultimatno odbijen 1831. godine kao previše nedovršen i što je dao uslov u smislu korena jednačine umesto njenih koeficijenata. Galo je potom umro u duelu 1832. godine, a njegov rad, „Mémoire sur les conditions de résolubilité des équations par radicaux“, ostao je neobjavljen sve do 1846. godine kada ga je objavio Žozef Liuvil uz neka od svojih objašnjenja. Pre ove publikacije, Liuvil je objavio Galoove rezultate Akademiji u govoru koji je održao 4. jula 1843. godine. Prema Alanu Klarku, Galova karakterizacija „dramatično prevazilazi delo Abela i Rufinija.“

### Posledice
Teorija Galoa je bila notorna teška njegovim savremenicima za razumevanje, posebno do nivoa na kojem bi je mogli proširiti. Na primer, u svom komentaru iz 1846. Liuvil je potpuno promašio teorijsko jezgro Galovog metoda. Žozef Alfred Seret koji je prisustvovao nekim od Liuvilovih govora, uključio je teoriju Galoa teoriju u svoj udžbenik iz 1866. (treće izdanje) Cours d'algèbre supérieure. Seretov učenik, Kamil Žordan, imao je još bolje razumevanje što se ogleda u njegovoj knjizi Traité des substitutions et des équations algébriques iz 1870. godine. Izvan Francuske, teorija Galoa je ostala nepoznata tokom dužeg perioda. U Britaniji, Kejli nije uspeo da shvati njenu dubinu, a popularni britanski udžbenici algebre nisu ni pominjali teoriju Galoa sve do kraja veka. U Nemačkoj, Kronekerovi spisi su se više fokusirali na Abelov rezultat. Dedekind je malo pisao o teoriji Galoa, ali je 1858. držao predavanja o njoj u Getingenu, pokazujući veoma dobro razumevanje. Knjige Eugena Neta iz 1880-ih, zasnovane na Jordanovoj Traité, učinile su teoriju Galoa dostupnom široj nemačkoj i američkoj publici, kao i udžbenik algebre Hajnriha Martina Vebera iz 1895. godine.

## Literatura
- Artin, Emil (1998). Galois Theory. Dover Publications. ISBN 0-486-62342-4.. (Reprinting of second revised edition of 1944, The University of Notre Dame Press).
- Bewersdorff, Jörg (2006). Galois Theory for Beginners: A Historical Perspective. American Mathematical Society. ISBN 0-8218-3817-2. doi:10.1090/stml/035.
- Cardano, Gerolamo (1545). Artis Magnæ (PDF) (на језику: Latin). Архивирано из оригинала (PDF) 26. 06. 2008. г. Приступљено 01. 03. 2020.
- Edwards, Harold M. (1984). Galois Theory. Springer-Verlag. ISBN 0-387-90980-X.(Galois' original paper, with extensive background and commentary.)
- Funkhouser, H. Gray (1930). „A short account of the history of symmetric functions of roots of equations”. American Mathematical Monthly. 37 (7): 357—365. JSTOR 2299273. doi:10.2307/2299273.
- Hazewinkel Michiel, ур. (2001). „Galois theory”. Encyclopaedia of Mathematics. Springer.  978-1556080104.
- Jacobson, Nathan (1985). Basic Algebra I (2nd изд.). W. H. Freeman and Company. ISBN 0-7167-1480-9.. (Chapter 4 gives an introduction to the field-theoretic approach to Galois theory.)
- Janelidze, G.; Borceux, Francis (2001). Galois Theories. Cambridge University Press. ISBN 978-0-521-80309-0.
- Lang, Serge (1994). Algebraic Number Theory. Berlin, New York: Springer-Verlag. ISBN 978-0-387-94225-4.
- Postnikov, M. M. (2004). Foundations of Galois Theory. Dover Publications. ISBN 0-486-43518-0.
- Rotman, Joseph (1998). Galois Theory (2nd изд.). Springer. ISBN 0-387-98541-7.
- Völklein, Helmut (1996). Groups as Galois groups: an introduction. Cambridge University Press. ISBN 978-0-521-56280-5.
- van der Waerden, Bartel Leendert (1931). Moderne Algebra (на језику: German). Berlin: Springer..   English translation (of 2nd revised edition): Modern Algebra. New York: Frederick Ungar. 1949. (Later republished in English by Springer under the title "Algebra".)
- Brian A. Davey and Hilary A. Priestley: Introduction to lattices and Order, Cambridge University Press, 2002.
- Gerhard Gierz, Karl H. Hofmann, Klaus Keimel, Jimmie D. Lawson, Michael W. Mislove, Dana S. Scott: Continuous Lattices and Domains, Cambridge University Press, 2003.
- Marcel Erné, Jürgen Koslowski, Austin Melton, George E. Strecker, A primer on Galois connections, in: Proceedings of the 1991 Summer Conference on General Topology and Applications in Honor of Mary Ellen Rudin and Her Work, Annals of the New York Academy of Sciences, Vol. 704, 1993, pp. 103–125. (Freely available online in various file formats PS.GZ „PS”. Архивирано из оригинала 19. 02. 2007. г. Приступљено 01. 03. 2020., it presents many examples and results, as well as  notes on the different notations and definitions that arose in this area.)
- Mac Lane, Saunders (septembar 1998). Categories for the Working Mathematician (Second изд.). Springer. ISBN 0-387-98403-8.
- Thomas Scott Blyth. Lattices and Ordered Algebraic Structures. ISBN 1-85233-905-5.. Springer, 2005,.
- Nikolaos Galatos, Peter Jipsen, Tomasz Kowalski, and Hiroakira Ono (2007). Residuated Lattices. An Algebraic Glimpse at Substructural Logics. ISBN 978-0-444-52141-5.. Elsevier,.
- Garrett Birkhoff: Lattice Theory, Amer. Math. Soc. Coll. Pub., Vol 25, 1940
- Ore, Øystein (1944). „Galois Connexions”. Transactions of the American Mathematical Society. 55: 493—513. doi:10.2307/1990305.
- Grothendieck, A.;  . (1971). SGA1 Revêtements étales et groupe fondamental, 1960–1961'. Lecture Notes in Mathematics 224. SpringerSphiwe Verlag.
- Joyal, André; Tierney, Myles (1984). An Extension of the Galois Theory of Grothendieck. Memoirs of the American Mathematical Society. Proquest Info & Learning. ISBN 0-8218-2312-4.
- Borceux, F. and Janelidze, G., Cambridge University Press (2001), Galois theories, ISBN 0-521-80309-8,  (This book introduces the reader to the Galois theory of Grothendieck, and some generalisations, leading to Galois groupoids.)
- Szamuely, T. (2009). „Galois Groups and Fundamental Groups”. Cambridge University Press..
- Dubuc, E. J and de la Vega, C. S., On the Galois theory of Grothendieck, https://arxiv.org/abs/math/0009145v1
- Gray, Jeremy (2018). A history of abstract algebra: from algebraic equations to modern algebra. Springer Undergraduate Mathematics Series. Cham, Switzerland. ISBN 978-3-319-94773-0. S2CID 125927783. doi:10.1007/978-3-319-94773-0.
- Kimberling, Clark (1981). „Emmy Noether and Her Influence”.  Ур.: Brewer, James W; Smith, Martha K. Emmy Noether: A Tribute to Her Life and Work. Marcel Dekker. стр. 3—61.
- Kleiner, Israel (2007).  Kleiner, Israel, ур. A history of abstract algebra. Boston, Mass.: Birkhäuser. ISBN 978-0-8176-4685-1. doi:10.1007/978-0-8176-4685-1.
- Monna, A. F. (1975), Dirichlet's principle: A mathematical comedy of errors and its influence on the development of analysis, Oosthoek, Scheltema & Holkema, ISBN 978-9031301751
- Allenby, R. B. J. T. (1991), Rings, Fields and Groups, Butterworth-Heinemann, ISBN 978-0-340-54440-2
- Artin, Michael (1991), Algebra, Prentice Hall, ISBN 978-0-89871-510-1
- Burris, Stanley N.; Sankappanavar, H. P. (1999) [1981], A Course in Universal Algebra
- Gilbert, Jimmie; Gilbert, Linda (2005), Elements of Modern Algebra, Thomson Brooks/Cole, ISBN 978-0-534-40264-8
- Lang, Serge (2002), Algebra, Graduate Texts in Mathematics, 211 (Revised third изд.), New York: Springer-Verlag, ISBN 978-0-387-95385-4, MR 1878556
- Sethuraman, B. A. (1996), Rings, Fields, Vector Spaces, and Group Theory: An Introduction to Abstract Algebra via Geometric Constructibility, Berlin, New York: Springer-Verlag, ISBN 978-0-387-94848-5
- Whitehead, C. (2002), Guide to Abstract Algebra (2nd изд.), Houndmills: Palgrave, ISBN 978-0-333-79447-0
- W. Keith Nicholson (2012), Introduction to Abstract Algebra, ISBN 978-1-118-13535-8, 4th edition, John Wiley & Sons  .
- John R. Durbin (1992), Modern Algebra : an introduction, John Wiley & Sons
- Charles  C. Pinter (1990) [1982] A Book  of Abstract Algebra, second edition, from University of Maryland